# Cierniem koronowanie (obraz Jacopa Tintoretta)
Cierniem koronowanie (wł. Ecce Homo) – obraz włoskiego malarza Jacopa Tintoretta.
Jeden z obrazów znajdujący się w Scuola Grande di San Rocco w sali dell’Albergo w Wenecji. Tintoretto po otrzymaniu zlecenia na udekorowanie siedziby bractwa postanowił na ścianach przedstawić sceny męczeństwa Chrystusa. Stworzył cztery dzieła: Chrystus przed Piłatem, Cierniem koronowanie, Dźwiganie krzyża i Ukrzyżowanie.

Motyw został zaczerpnięty z Ewangelii Mateusza. Po wydaniu wyroku na Jezusa, żołnierze zabrali Go zdjęli szaty i przywdziali w płaszcz szkarłatny. 

Uplótłszy wieniec z ciernia włożyli Mu na głowę, a do prawej ręki dali Mu trzcinę (Mt. 27,27)

Obraz Ecce Homo spośród pozostałych wyróżnia się małą liczbą postaci przedstawionych na płótnie. Centralną postacią jest Chrystus siedzący w królewskiej pozie na stopniach przypominających tron. Jego nagie ciało jest przykrywane białym całunem. Po lewej i prawej stronie stoi Piłat w czerwonej szacie i żołnierz. Z lewej strony na postacie pada mocne światło, które rozjaśnia głównie umęczoną postać Jezusa oraz czerwoną szatę Piłata. Tintoretto uchwycił również refleksy światła widoczne na stali. Na całunie widoczne są czerwone plamy krwi.